# Ampitiya
Ampitiya (singalès අම්පිටිය) és un suburbi de Kandy, a la província Central de Sri Lanka. El suburbi està dividit en dues seccions: Ampitiya Udagama (Ampitiya del Nord) i Ampitiya Pallegama (Ampitiya del Sud). Al lloc hi ha el temple de Divurum Bodhi Viharaya.